# 로윈
로윈(Rowin Corp.)은 전동차, 객차, 화차 등 객차의 개조를 전문으로 하는 대한민국의 철도 차량 제작 업체였다. 2017년 2월 15일에 다원시스에 흡수합병되어 소멸하였다.

## 연혁
- 1994년 5월: 덕인산업으로 설립
- 1995년 12월 13일: 법인화
- 2002년: 사명을 덕인산업에서 로윈으로 변경
- 2003년: 철도청 수도권 전철 전동차 내장재 교체사업 수주
- 2007년: 한국철도공사 수도권 전철 전동차 내장재 교체사업 2,700량 수주
- 2008년: 경상북도 김천시로 본사와 공장 이전
- 2012년: 제작/공급한 서울특별시 도시철도공사 SR000호대 전동차 서울 지하철 7호선에 상업운행 개시
- 2014년 5월 14일: 기업회생절차 신청
- 2014년 6월 18일: 기업회생절차 개시
- 2015년 3월 20일: 다원시스와 컨소시엄을 구성하여, 서울 지하철 2호선 전동차 200량 입찰 낙찰[1]
- 2016년 10월 20일: 다원시스로의 흡수합병 공시[2]
- 2017년 1월 10일: 다원시스로의 흡수합병 승인[3]
- 2017년 2월 15일: 흡수합병 완료, 법인 소멸

## 생산 제품

### 철도 차량
- 화차
- 서울교통공사 SR000호대 전동차 (2010~2011년)
- 서울교통공사 2000호대 VVVF 전동차 (2017~2018년)